# چه‌یونگ
سان چه-یونگ (به کره‌ای: 손채영) (به انگلیسی: Son Chaeyoung) (زاده ۲۳ آوریل ۱۹۹۹)، که با نام چه‌یونگ (به انگلیسی: Chaeyoung) شناخته می‌شود، رپر، خواننده و ترانه‌سرای اهل کره جنوبی است. او عضو گروه دخترانهٔ توایس است که در سال ۲۰۱۵ و زیر نظر جی‌وای‌پی اینترتینمنت شکل گرفت.

## اوایل زندگی
چه یونگ در ۲۳ آوریل ۱۹۹۹، در شهر سئول کره جنوبی به دنیا آمد. چه یونگ از کودکی به هنرهای نمایشی علاقه‌مند شد و مدتی به‌عنوان مدل برای مجله‌های کودکان فعالیت می‌کرد. قبل از پیوستن به جی‌وای‌پی اینترتینمنت، تصمیم به خواننده شدن گرفت و به‌مدت یک سال در کلاس‌های رقص شرکت کرد.

## حرفه
چه یونگ چهارده سال سن داشت که در مصاحبهٔ جی‌وای‌پی اینترتینمنت شرکت کرد و پس از گذراندن دو دوره آزمون، به این کمپانی ملحق شد. او کارآموزی خود را با خوانندگی آغاز کرد ولی بعد از مدت کوتاهی، آموزش‌های خود را به‌عنوان رپر ادامه داد. او قبل از پیوستن به توایس، در موزیک ویدئوی گروه‌های گات‌سون و میس ای حضور پیدا کرد. چه‌یونگ در سال ۲۰۱۵، در رقابت تلویزیونی واقع‌نمای شانزده حضور یافت. او به‌عنوان یکی از نه برندهٔ این رقابت، به گروه دخترانهٔ جدید توایس پیوست. چه یونگ علاوه بر خواننده، به‌عنوان یکی از دو رپر توایس (به‌همراه داهیون) شناخته می‌شود. چه‌یونگ از زمان شروع فعالیت خود، ترانه‌های بسیاری را برای توایس نوشته‌است و همین‌طور کاوری از Cheeze را با عنوان «Alone»، به عنوان پروژهٔ تک‌خوانی خود ارائه داده‌است.
در تاریخ ۲۲ اکتبر ۲۰۲۱،چه یونگ بازخوانی ای از آهنگ جاستین بیبر به نام "Off My Face" به عنوان پروژه تک خوانی خود انجام داد.

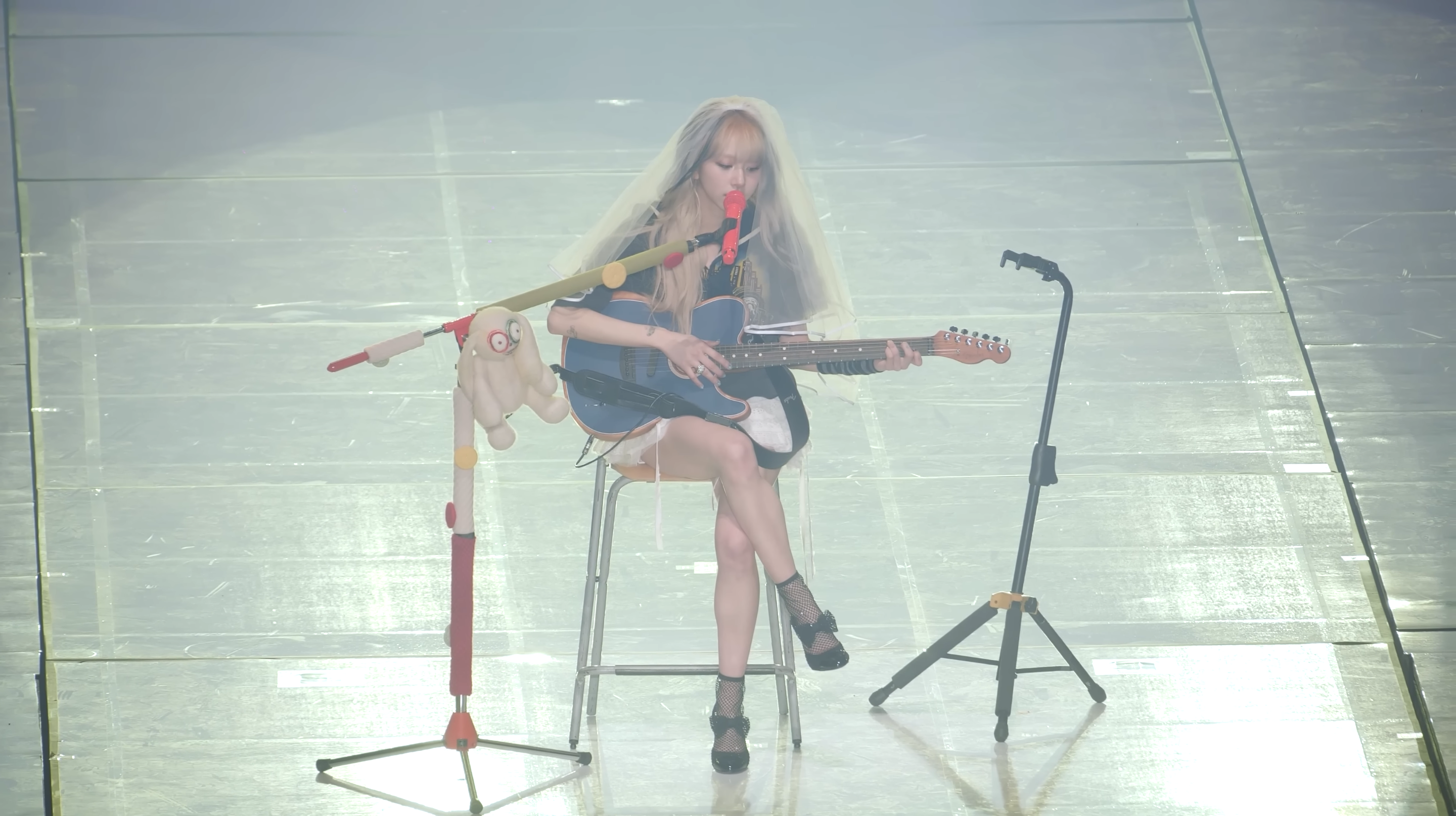
چه یونگ در حال اجرای آهنگ منتشر نشده اش در کنسرت ۲۰۲۳ توایس

## وجهه عمومی
در سال ۲۰۲۰ توانست رتبهٔ ۶۶ را از کمپانی معروف TC CANDLER که از سال ۱۹۹۰ وظیفه معرفی کردن زنان و مردان زیبای دنیا را برعهده دارد، از آن خود کند.

## زندگی شخصی

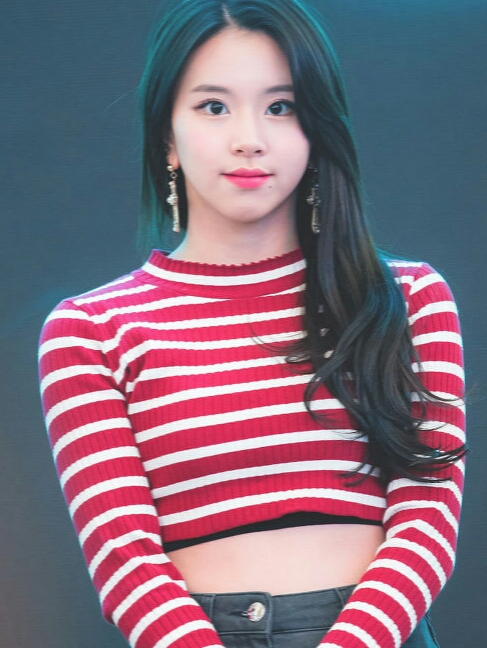
چه یونگ، نوامبر ۲۰۱۷

چه یونگ به‌همراه عضو دیگر توایس، جویی در دبیرستان هنر هانلیم به تحصیل پرداخت و در سال ۲۰۱۹ فارغ‌التحصیل شد.
در سال ۲۰۲۰، شماره موبایل چه یونگ در فضای مجازی پخش شد که کمپانی جی‌وای‌پی بیانیه‌ای را در مورد این حادثه منتشر کرد و همین‌طور خود چه یونگ در صفحهٔ اینستاگرام توایس به‌صورت مستقیم با این مسئله برخورد کرد.

## ترانه‌شناسی
| ترانه                  | سال  | آلبوم                   | با همکاری                                      |
| ---------------------- | ---- | ----------------------- | ---------------------------------------------- |
| «Precious Love»        | ۲۰۱۶ | Page Two                | جی‌وای‌پی                                        |
| «Eyes, Eyes, Eyes»     | ۲۰۱۷ | Signal                  | جیهیو                                          |
| «Missing U»            | ۲۰۱۷ | Twicetagram             | داهیون                                         |
| «Don't Give Up»        | ۲۰۱۷ | Twicetagram             | -                                              |
| «Sweet Talker»         | ۲۰۱۸ | ?What Is Love           | جونگیون                                        |
| «Young & Wild»         | ۲۰۱۸ | Yes or Yes              | هیون یو                                        |
| «Strawberry»           | ۲۰۱۹ | Fancy You               | اون سو                                         |
| «۲۱:۲۹»                | ۲۰۱۹ | Feel Special            | همه اعضای توایس                                |
| «How U Doin»           | ۲۰۱۹ | Twice&                  | ریسا هوری                                      |
| «Sweet Summer Day»     | ۲۰۲۰ | More & More             | جونگیون                                        |
| Handle It              | ۲۰۲۰ | EYES WIDE OPEN          | -                                              |
| The Feels نسخه‌ی کره ای | ۲۰۲۱ | Formula of Love: O+T=<3 | کُلَپسِدان،‌ آنا تیمگِرن، جاستین رِینستین،‌ بوی متئوز |
| Celebrate              | ۲۰۲۲ | Celebrate               | بقیه اعضای توایس                               |
| Basics                 | ۲۰۲۲ | Between 1&2             | -                                              |

| ترانه        | سال  | آلبوم  | با همکاری |
| ------------ | ---- | ------ | --------- |
| «How U Doin» | ۲۰۱۹ | Twice& | ریسا هوری |